# کالاهه
کالاهه (به لاتین: Kalahe) یک منطقهٔ مسکونی در سری‌لانکا است که در ناحیه گاله واقع شده‌است.